# Mendoza
 For alternative betydninger, se Mendoza (flertydig). (Se også artikler, som begynder med Mendoza)
Mendoza er som selvstændig byadministration den attendestørste, og med det samlede byområde, Gran Mendoza, den fjerdestørste by i Argentina, og den ligger i den autonome provins Mendoza.
Mendoza er den vigtigste vinby i landet, idet den leverer 70% af Argentinas samlede vinproduktion. Mendozas indtægter er fordelt på ca. 1/3 fra vinavl, ca. 1/3 fra turisme og den sidste tredjedel industri, olie og naturgas, og anden virksomhed. Bortset fra microcentro (den lille bykerne) og nogle få, spredte, høje bygninger, består byen af udpræget lav bebyggelse på 1 eller 2, i sjældne tilfælde 3 etager, hvorfor den dækker et areal på 57 km².
Byen ligger i (officielt) 746,5 meters højde over havet ved fodbjergene vest for "la cordillera de los Andes" (Andesbjergene) og blev grundlagt af spanierne i 1560'erne. Det officielle målepunkt for højden er en bronzeplade i det nordøstlige hjørne af pladsen Plaza San Martín.
Byen er gentagne gange blevet ødelagt af jordskælv, herunder totalt ødelagt af et jordskælv med styrke 7,2 på Richterskalaen den 20. marts 1861 omkring kl. 20:30 lokal tid. Byen er hver gang blevet genopbygget. Efter første ødelæggelse blev dens centrum flytte ca 1,2 km mod sydvest, overdækkede ruinrester af den ældste by kan stadig ses. Efter den sidste katastrofe blev byplanen ændret radikalt til at være opbygget omkring en central plads, Plaza Independencia, på størrelse med 4 cuadras (husblokke) omgivet i en afstand af 2 husblokke af fire pladser, Plaza San Martín mod nordøst, Plaza Chile mod nordvest, Plaza Italia mod sydvest og Plaza España mod sydøst, hver på størrelse med 1 husblok.
Selve Mendoza (kaldet "cuidad" (by) eller "capital" (hovedstad, d.e. i provinsen Mendoza)) er vokset sammen med de omliggende byer Las Heras, Godoy Cruz, Guaymallén og næsten med de forvoksede landsbyer Luján og Maípu, som alle er selvstændige administrative områder med byråd og borgmester. Tilsammen er Gran Mendoza indbyggertal beregnet til 801.086, heraf 111.908 i ciudad, 283.873 i Guaymallén, 210.041 i Las Heras, 195.264 i Godoy Cruz. Dertil kommer 180.676 i Maipú og 126.515 i Luján de Cuyo; i alt 1.108.277 indbyggere – alle tal iflg. fremskrivning af folketællingen 2001. Befolkningen er stærkt præget af en betydelig indvandring fra Italien pga. vinavlen.
I hele Gran Mendoza er der høje træer langs gadernes fortov i begge sider, hovedparten er sicómoro (Plátano oriental, engelsk sycamore), som ligner ahorn, men har 5-fligede blade, desuden andre gode skyggegivende træer, idet formålet med træerne er afkøling og skygge om sommeren, hvor temperaturen i perioder når over +40 °C – det officielle antal er ca. 80.000 træer langs gaderne i Gran Mendoza.
Et særligt kendetegn ved Mendoza er, at alle disse træer kunstvandes ved hjælp af et sindrigt system af acequias, som er gravede, stenforede vandingskanaler på omkring en meters dybde og bredde. Dette kanalsystem daterer sig til før spaniernes ankomst. Den første by blev grundlagt ved flodbredden – troede spanierne – men "floden" var en gravet kanal, den virkelige flod ligger små 10 km syd for den ældste by. Et særligt vandingslaug åbner og lukker daglig sluseporte ved hovedkanalerne, så den enkelte acequia får tilført en nøje afmålt vandmængde. I folkemunde kaldes en acequia for en Yanqui trap (amerikanerfælde), fordi ret mange turister uforvarende er faldet i dem i nattens mulm og mørke.
En særlig ting ved vinavlen i hele provinsen Mendoza er, at den røde Malbec-drue trives særdeles godt, til trods for at Mal bec betyder "dårlig mund" (forstået som "dårlig vindrue") og giver sur og ringe vin næsten alle andre steder på kloden, mens den i Mendoza er ophav til en af verdens bedste rødvine, fordi kombinationen af jordens kemiske sammensætning, højden over havet og klimaets tørhed er ideel for denne drue.
Beboerne betegnes på spansk som (officielt) mendocino/mendocina eller (uformelt) menduco/menduca.
Lufthavnen som alle kalder El Plumerillo efter den landsby, der tidligere lå på stedet og som havde navn efter en bjergknold i dens udkant, hedder officielt Aeropuerto Internacional F.J. Gabrielli, har den internationale IATA-forkortelse MDZ og den ligeledes internationale ICAO-kode SAME.